# 艾瑪·馬士基號
艾瑪·馬士基號（丹麥語：Emma Mærsk）是一艘由丹麥海運巨擘快桅集團（A. P. Moller-Maersk Group）所擁有的大型貨櫃輪，也是一系列共八艘快桅E級貨櫃輪（Mærsk E-class）中的一號船。2006年8月12日受洗下水、同年9月8日進行處女航的艾瑪·馬士基號是以快桅集團前任總裁阿諾·馬士基·麥金尼·慕勒（Arnold Mærsk Mc-Kinney Møller）已過世的妻子為名，自從下水之後就承襲了全世界最大的貨櫃輪之頭銜，直到2013年同公司的快桅3E級貨櫃輪（Mærsk 3E-class）陸續完工下水才打破記錄。除此之外，由於世界船舶長度排名第一的超級油輪諾克·耐維斯號（Knock Nevis，船長458公尺）已於2010年在印度報廢拆解，使得397公尺長的艾瑪·馬士基號在3E級貨櫃輪下水前同時也擁有航行中最長船隻的頭銜。
艾瑪·馬士基號排水量170,974噸，擁有15,000TEU的載貨能力，船上所配備的瓦錫蘭（Wärtsilä）14RTFLEX96-C二行程14缸柴油發動機能夠輸出109,000匹馬力，主要行駛於丹麥奧胡斯（Århus）與東亞地區間的歐亞航線上，其經常泊靠的海港包括有歐洲的不来梅港（Bremerhaven）、鹿特丹與亞洲的深圳、香港等地，因此也是經常穿越蘇伊士運河的常客之一。

## 外部連結
- （英文）艾瑪·馬士基號官方網頁 （页面存档备份，存于）